# Campeonato Africano de Atletismo de 2014 - 3000 m com obstáculos feminino
A prova dos 3000 metros com obstáculos feminino do Campeonato Africano de Atletismo de 2014 foi disputada no dia 14 de agosto de 2014 no Estádio de Marrakech  em Marrakech, no Marrocos. Participaram da prova 9 atletas. 

## Recordes
Antes desta competição, os recordes mundiais e do campeonato nesta prova eram os seguintes:
|                       | Nome                     | Nacionalidade | Tempo     | Local   | Data                 |
| --------------------- | ------------------------ | ------------- | --------- | ------- | -------------------- |
| Recorde mundial       | Gulnara Samitova-Galkina | Rússia        | 8m 58s 81 | Pequim  | 17 de agosto de 2008 |
| Recorde do campeonato | Milcah Chemos Cheywa     | Quênia        | 9m 32s 18 | Nairóbi | 31 de julho de 2010  |
| Recorde africano      | Milcah Chemos Cheywa     | Quênia        | 9m 07s 14 | Oslo    | 7 de junho de 2012   |

Os seguintes recordes foram estabelecidos durante esta competição:
| Data         | Evento | Atleta       | Nacionalidade | Tempo     | Notas                 |
| ------------ | ------ | ------------ | ------------- | --------- | --------------------- |
| 14 de agosto | Final  | Hiwot Ayalew | Etiópia       | 9m 29s 54 | Recorde do campeonato |

## Medalhistas
| Ouro               | Prata              | Bronze                     |
| Hiwot Ayalew (ETH) | Sofia Assefa (ETH) | Salima Elouali Alami (MAR) |

## Cronograma
Todos os horários são locais (UTC+1).
| Data         | Hora  | Evento |
| ------------ | ----- | ------ |
| 14 de agosto | 17:40 | Final  |

## Resultado final
| Posição           | Atleta               | Nacionalidade | Tempo    | Notas                 |
| ----------------- | -------------------- | ------------- | -------- | --------------------- |
| Medalha de ouro   | Hiwot Ayalew         | Etiópia       | 9:29.54  | Recorde do campeonato |
| Medalha de prata  | Sofia Assefa         | Etiópia       | 9:30.20  |                       |
| Medalha de bronze | Salima Elouali Alami | Marrocos      | 9:33.02  |                       |
| 4                 | Etenesh Diro         | Etiópia       | 9:36.56  |                       |
| 5                 | Habiba Ghribi        | Tunísia       | 9:41.30  |                       |
| 6                 | Purity Kirui         | Quênia        | 9:50.87  |                       |
| 7                 | Joan Kipkemoi        | Quênia        | 9:50.95  |                       |
| 8                 | Eliane Saholinirina  | Madagáscar    | 10:09.25 |                       |
| 9                 | Amina Bettiche       | Argélia       | DNF      |                       |

Legenda
| Recorde mundial       | Recorde mundial (World record)               |                       | Recorde africano                      | Recorde africano (African) |                                           | Q | Classificado por posição (Qualified) |
| Recorde do campeonato | Recorde do campeonato (Championship record)  | Recorde da América    | Recorde da América (Americas)         | q                          | Classificado por melhor tempo (Qualified) |   |                                      |
| Melhor marca do ano   | Melhor marca do ano (World leading)          | Recorde asiático      | Recorde asiático (Asian)              | DNS                        | Não largou (Did not start)                |   |                                      |
| Recorde nacional      | Recorde nacional (National record)           | Recorde europeu       | Recorde europeu (European)            | DNF                        | Não terminou (Did not finish)             |   |                                      |
| Recorde pessoal       | Recorde pessoal do atleta (Personal best)    | Recorde da Oceania    | Recorde da Oceania (Oceania)          | DSQ / DQ                   | Desclassificado (Disqualified)            |   |                                      |
| Recorde da temporada  | Recorde da temporada do atleta (Season best) | Recorde sul-americano | Recorde sul-americano (South America) | NM                         | Sem marca (No mark)                       |   |                                      |